# Psathyropus granulata
Psathyropus granulata is een hooiwagen uit de familie Sclerosomatidae.